# 608
608 (DCVIII na numeração romana) foi um ano bissexto do século VII, do Calendário Juliano, da Era de Cristo, teve início numa segunda-feira e fim em uma terça-feira, com as letras dominicais G e F.
| ano completo                            |
| --------------------------------------- |
| Ano bissexto com início à segunda-feira |

## Eventos
- 1 de Agosto - La Coluna de Focas, o ultimo monumento a ser acrescentado  ao Forum, e dedicada em homenagem ao imperador romano Focas.
- 25 de Agosto - É eleito o Papa Bonifácio IV.